# Ярость (фильм, 2014)
«Ярость» (англ. Fury) — американский военно-приключенческий боевик режиссёра Дэвида Эйера, вышедший на экраны в 2014 году. Фильм повествует о событиях на Западном фронте в конце Второй мировой войны. В ролях — ансамбль американских актёров во главе с Брэдом Питтом, Логаном Лерманом и Шайа Лабафом.

## Сюжет
Апрель 1945 года. Нацистская Германия рушится, но войска СС и вермахт отчаянно сопротивляются войскам Антигитлеровской коалиции. Закалённый в боях сержант Дон Кольер по прозвищу Wardaddy («Батя» или дословно "Военный папаша"), воевавший с немцами ещё в Африке, командует танком «Шерман» (его модификацией M4A3E8) и его экипажем из пяти человек.
Экипаж понёс потерю — погиб помощник мехвода — стрелок курсового пулемёта. На смену ему в подчинение Дона присылают новобранца — Нормана Эллисона, служившего до этого при штабе. Норман сразу оказывается на передовой, где лицом к лицу сталкивается с ужасами войны. Новобранец не готов убивать. Так, во время движения колонны бронетехники Норман видит подростка из Гитлерюгенда, вооружённого фаустпатроном, но не стреляет по нему. Противник атакует колонну и поджигает впереди идущую машину, но американцы уничтожают нападавших, расстреляв их(когда те пытались скрыться). Кольер даёт понять новобранцу, что тот должен научиться убивать, ведь в противном случае может погибнуть не только сам Эллисон, но и его товарищи по оружию(при этом заставив смотреть на горящий танк который был подбит и горел).
После гибели командира Дон принимает на себя командование танковым взводом из 2-й бронетанковой дивизии. Под его началом танкисты приходят на помощь своему подразделению, которое попало в трудное положение, и уничтожают немецкую противотанковую батарею. После боя Кольер заставляет Нормана совершить военное преступление — расстрелять пленного немецкого солдата, вложив тому в руку свой револьвер. В следующем бою Эллисон из «чувства сострадания» расстреливает из пулемёта нескольких немецких солдат, которые умирали в мучениях, загоревшись в результате попадания в них снаряда с белым фосфором.
После взятия небольшого немецкого городка, Дон и экипаж его танка останавливаются у двух горожанок, Ирмы и Эммы. Видя симпатию Нормана и Эммы друг к другу, остальной экипаж начинает нагло себя вести по отношению к молодым людям, и лишь своевременное вмешательство командира позволяет разрядить обстановку.
Через некоторое время город подвергается артобстрелу Вермахта. Один из снарядов попадает в дом, в котором жили Ирма и Эмма. Обе женщины погибают, и Норман пытается спасти уже мёртвую Эмму, но Грэди (один из членов экипажа) буквально заталкивает парня обратно в танк.
На рейде танкисты попадают в засаду, устроенную экипажем немецкого танка «Тигр». Вчетвером против одного — американцы выигрывают бой, но чрезвычайно дорогой ценой: в живых остаётся только один экипаж из четырёх, попавших в засаду.
Оставшись одни и выполняя ранее поставленную задачу, Дон и экипаж его танка попадают на мину на развилке дорог, в результате чего танк получает серьезные повреждения шасси (разрушен один из опорных катков, разорвана гусеница), и танкисты вынуждены провести его ремонт. Высланный на разведку Норман докладывает о приближении значительно превосходящих сил противника — до батальона СС. Грэди, Святоша и Гордо предлагают отступить, но решимость командира заставляет их остаться. Экипаж танка вступает в неравную схватку с противником. Ствол орудия повреждается и танкистам приходится обороняться пулемётами, автоматами и гранатами, однако боеприпасы заканчиваются. Один за другим героически погибают члены экипажа: Грэди убит выстрелом из фаустпатрона, Толстяк погибает от гранаты, которую он неудачно метнул и в итоге закрыл её своим телом, чтобы спасти остальной экипаж, а Бойд (Святоша) убит пулей немецкого снайпера в глаз, когда Дон попросил передать гранаты. Видя безвыходность ситуации, Норман предлагает сдаться, но смертельно раненый Кольер просит этого не делать. Эллисон покидает танк через нижний люк, Дон погибает от взрыва гранат которые бросили в открытый люк солдаты СС. Молодой немецкий солдат (с нашивками войск СС) замечает Нормана, но не сдаёт его, оставляя лежать под уничтоженным танком. Оставшиеся в живых немецкие солдаты уходят.
На следующее утро Норман возвращается в танк, где его и обнаруживают солдаты подошедших американских войск.

## В ролях
| Актёр               | Роль                                                                          |
| ------------------- | ----------------------------------------------------------------------------- |
| Брэд Питт           | штаб-сержант Дональд «Папаша» Кольер (в оригинале «Wardaddy»), командир танка |
| Логан Лерман        | рядовой Норман «Пулемёт» Эллисон (в оригинале «Machine»), стрелок-радист      |
| Джон Бернтал        | рядовой первого класса Грэди Трэвис (в оригинале «Coon-ass»), заряжающий      |
| Шайа Лабаф          | техник Бойд «Святоша» Свон (в оригинале «Bible»), наводчик                    |
| Майкл Пенья         | капрал Тринидэд «Толстяк» Гарсия (в оригинале «Gordo»), механик-водитель      |
| Джейсон Айзекс      | капитан Уэггонер                                                              |
| Ксавьер Сэмюэл      | лейтенант Паркер                                                              |
| Брэд Уильям Хенке   | сержант Дэвис                                                                 |
| Джим Паррак         | сержант Бинковски                                                             |
| Кевин Венс          | сержант Питерсон                                                              |
| Анамария Маринка    | Ирма                                                                          |
| Алисия фон Риттберг | Эмма                                                                          |
| Скотт Иствуд        | сержант Майлз                                                                 |
| Лоуренс Спеллман    | сержант Диллард                                                               |
| Дэниел Беттс        | бургомистр                                                                    |
| Ли Асквит-Коу       | солдат СС                                                                     |
| Евгения Кузьмина    | Хельга Мейер                                                                  |

## Съёмки
Съёмки картины начались в сентябре 2013 года в английском графстве Оксфордшир и на аэродроме военной базы Бовингтон. 

В фильме использовались танки «Шерман» и «Тигр», взятые из танкового музея Бовингтона.

Для съёмки сцен внутри «Шермана» была построена специальная декорация, установленная на шарнирах таким образом, чтобы имитировать тряску во время езды. Стены декорации были сдвижными для возможности смены съёмочных ракурсов. Интерьер танка был воссоздан в декорации по сохранившимся чертежам художником картины Гэри Джоплингом. Для придания достоверности были использованы обшивка и детали настоящих танков, позаимствованные у коллекционеров. 

Кинооператор Роман Васьянов для получения достоверного изображения внутри танка отказался от операторского освещения, и обошёлся небольшими светодиодными панелями, установленными для подсветки теней. 

Вопреки современным тенденциям использования цифровых кинокамер, съёмка велась на киноплёнку. При постобработке изображение изменялось лишь незначительно удалением лишних деталей и дорисовкой фона.
Использованный для съёмок единственный оставшийся на ходу танк «Тигр» (номер 131) был захвачен англичанами в 1943 году в Тунисе и привезён в Лондон абсолютно сохранившимся. Он отличается от остальных «Тигров», которые есть в мире, тем, что в нём ничего не переделано, всё — от двигателя до заглушек — настоящее. 

На съёмки этой сцены приехали коллекционеры со всего мира, в том числе режиссёр Питер Джексон из Новой Зеландии, являющийся большим коллекционером.

В качестве костюмов использовались образцы подлинной одежды и униформы времён Второй мировой войны, собранные также у коллекционеров.
Прозвище главного героя позаимствовано у сержанта Лафайета «Wardaddy» Пула, командира танка «Шерман», наиболее результативного танкиста-аса армии США во Вторую мировую войну.

## Прокат
Мировая премьера состоялась 17 октября 2014 года.
Компания «Wargaming.net» принимала активное участие в рекламировании фильма. На игровой выставке E3, прошедшей в июне 2014 года в городе Москве на стенде компании был показан эксклюзивный трейлер фильма. Во все три «танковые» ММО-игры компании («World of Tanks», «World of Tanks: Xbox 360 Edition», «World of Tanks Blitz») был добавлен премиум-танк M4A3E8 Sherman Fury. Также была выпущена бумажная модель этого танка в раскраске и с обвесом из фильма.

## Критика
Фильм получил преимущественно положительные отзывы. На сайте Rotten Tomatoes фильм имеет рейтинг 76 % на основе 260 рецензий со средним баллом 7 из 10. На сайте Metacritic на основе 47 рецензий критиков фильм получил 64 балла из 100.

## Награды и номинации
- 2014 — премия Национального совета кинокритиков США за лучший актёрский ансамбль, а также попадание в десятку лучших фильмов года.
- 2014 — номинация на премию «Золотая лягушка» фестиваля операторского искусства Camerimage (Роман Васьянов).
- 2014 — три номинации на премию «Спутник»: лучшая работа художника (Эндрю Мензис, Питер Расселл), лучший монтаж (Доди Дорн, Джей Кэссиди), лучшая музыка (Стивен Прайс).
- 2015 — номинация на премию Гильдии киноактёров США за лучшую работу каскадёров.
- 2015 — номинация на премию Японской киноакадемии за лучший зарубежный фильм.